# Pic de la Mosquetosa
El Pic de la Mosquetosa és una muntanya de 1.454,4 metres d'altitud del límit dels termes de les comunes de Noedes i Orbanyà, totes dues de la comarca del Conflent, a la Catalunya del Nord.
És a la zona sud-oest del terme d'Orbanyà i a la nord-est de la de Noedes. És bastant a prop a ponent del poble d'Orbanyà, i a llevant del lloc de Coma Pregona, del terme de Noedes, al nord-oest del Pic del Lloset i del Coll de Marsac i a prop al sud-est del Coll de la Mosquetosa.